# Body Parts
Pour plus de détails, voir Fiche technique et Distribution.
Body Parts est un film américain d'horreur-thriller réalisé par Eric Red, sorti en 1991.

## Synopsis
Bill Chrushank est un criminologue spécialisé en psychologie. Un jour, quand il perd un bras à la suite d'un accident de voiture, il se voit proposer de s'en faire greffer un. Sauf que, comme pour deux autres patients greffés, le donneur est un criminel venant d'être exécuté. Rapidement, Bill se rend compte que son nouveau bras est habité par une force qu'il ne peut contrôler. L'un des receveurs meurt violemment.

## Fiche technique
- Titre : Body Parts
- Titre Québécois : La greffe
- Réalisation : Eric Red
- Scénario : Eric Red, Norman Snider, d'après le roman de Boileau-Narcejac … Et mon tout est un homme
- Musique : Loek Dikker
- Photographie : Theo van de Sande
- Montage : Anthony Redman
- Production : Frank Mancuso Jr.
- Société de production : Vista Street Entertainment
- Société de distribution : Paramount Pictures
- Pays :  États-Unis
- Langue : Anglais
- Format : Couleur - Dolby - 35 mm - 2.35:1
- Genre : Horreur, Thriller
- Durée : 88 min
- Dates de sortie : 2 août 1991  États-Unis

## Distribution
- Jeff Fahey (VF : Nicolas Marié) : Bill Chrushank
- Kim Delaney : Karen Chrushank
- Zakes Mokae (VF : Sady Rebbot) : L'inspecteur Sawchuck
- Lindsay Duncan : Dr. Agatha Webb
- Brad Dourif (VF : Jean-Pierre Leroux) : Remo Lacey
- Peter Murnik : Mark Draper
- John Walsh : Charley Fletcher
- Paul Ben-Victor (VF : Michel Vigné) : Ray Kolberg
- Nathaniel Moreau : Bill Chrushank Jr.

## Distinctions
- Saturn Award de la meilleure musique 1992 (Loek Dikker)
  - Nomination au Saturn Award du meilleur film d'horreur 1992
  - Nomination au Saturn Award du meilleur réalisateur 1992 (Eric Red)
  - Nomination au Saturn Award du meilleur maquillage 1992 (Gordon J. Smith)
  - Nomination au Babilun Award du meilleur long métrage 1992 (Body Parts)

- Fangoria Chainsaw Award du meilleur acteur dans un second rôle 1991 (Brad Dourif)